# Yao Tongbin
Yao Tongbin (chinesisch 姚桐斌; * 3. September 1922 in Wuxi, Republik China; † 8. Juni 1968 in Peking, Volksrepublik China) war ein chinesischer Werkstoffwissenschaftler und vor allem bekannt wegen seiner Arbeit als Experte für Metallurgie, Luft- und Raumfahrtmaterialien, Raketenmaterialien sowie Prozesstechnik an dem chinesischen Atombombenprogramm.

## Leben

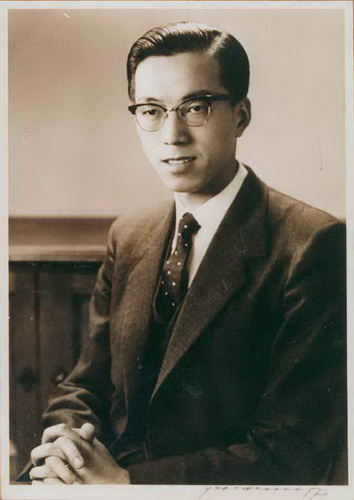
Yao Tongbin in Aachen, Bundesrepublik Deutschland, kurz vor seiner Rückkehr nach China.

Nach dem Studium an der Jiaotong-Universität Shanghai ging Yao im Oktober 1947 nach Großbritannien, um an der Universität von Birmingham Gießereiwesen zu studieren. 1951 promovierte er in Birmingham im Fach Ingenieurwissenschaften. Im Juni 1953 erwarb Yao ein Diplom in Metallurgie an der Royal School of Mines des Imperial College London. Auf Einladung von Eugen Piwowarsky von der RWTH Aachen zog er Anfang 1954 in die Bundesrepublik Deutschland und arbeitete an der RWTH Aachen als Forschungsmitarbeiter an dem damaligen Institut für Eisenhüttenkunde. Nach seiner Rückkehr aus der Bundesrepublik Deutschland 1957 arbeitete Yao in China zunächst als Forschungsmitarbeiter am 5. Forschungsinstitut des chinesischen Verteidigungsministeriums, später als Direktor des Forschungsinstituts für Material- und Prozesstechnik.
Während der Kulturrevolution wurde der als „reaktionäre akademische Autorität“ bezeichnete Yao am 8. Juni 1968 von den „revolutionären Massen“ brutal totgeschlagen.
Nach Ende der Kulturrevolution wurden die beiden Täter im Jahre 1979 wegen Mordes an Yao jeweils zu 15 Jahren und 12 Jahren Haft verurteilt.
Im Jahr 1999, kurz vor dem 50. Jahrestag der Gründung der Volksrepublik China, erhielt Yao posthum wegen seiner Verdienste um das chinesische Atombombenprogramm den „Zwei-Bomben-und-ein-Satellit“-Verdienstpreis.